# Oleg Sirinbekov
Oleg Sirinbekov, oroszos névformában, apai névvel Oleg Hakimbekovics Sirinbekov, cirill betűkkel: Олег Хакимбекович Ширинбеков (Sahrinav, Tádzsikisztán, Szovjetunió, 1963. szeptember 11. –), tádzsik születésű szovjet válogatott labdarúgó.

## Mérkőzései a szovjet válogatottban
| #  | Dátum              | Ellenfél | Eredmény | Kiírás              | Esemény |
| -- | ------------------ | -------- | -------- | ------------------- | ------- |
| 1. | 1988. november 21. | Szíria   | 2 – 0    | barátságos mérkőzés |         |
| 2. | 1988. november 23. | Kuvait   | 1 – 0    | barátságos mérkőzés |         |
| 3. | 1988. november 27. | Kuvait   | 2 – 0    | barátságos mérkőzés |         |

## Mérkőzései a tádzsik válogatottban
| #  | Dátum               | Ellenfél  | Eredmény | Kiírás              | Esemény |
| -- | ------------------- | --------- | -------- | ------------------- | ------- |
| 1. | 1997. augusztus 24. | Dél-Korea | 1 – 4    | barátságos mérkőzés |         |

## Fordítás
- Ez a szócikk részben vagy egészben  az   Oleg Shirinbekov című angol Wikipédia-szócikk fordításán alapul.  Az eredeti cikk szerkesztőit annak laptörténete sorolja fel. Ez a jelzés csupán a megfogalmazás eredetét és a szerzői jogokat jelzi, nem szolgál a cikkben szereplő információk forrásmegjelöléseként.